# Начальна команда Української Галицької армії
Начальна команда Української Галицької армії — вищий орган управління Української Галицької армії. Начальна команда була створена у листопаді 1918 року. Її очолював Начальний командант, з червня 1919 року — Начальний вождь (головком армії). Формально ж верховним головнокомандувачем ГА був, спершу Голова (Президент) Національної Ради ЗУНР, потім (з 6 червня 1919 р.) главковерхом армії став Диктатор ЗУНР.

## Відомості
Начальна команда складалася з двох відділів — оперативного, який керував воєнними діями та організаційно-матеріального, що займався матеріальним забезпеченням і обслугою дійових частин.
Начальними командантами УГА були: з 29 жовтня 1918 — полковник Дмитро Вітовський, з 5 листопада 1918 — полковник Григорій Коссак, з 9 листопада 1918 — полковник Гнат Стефанів, з 10 грудня 1918 — генерал Михайло Омелянович-Павленко, з 9 червня 1919 — генерал Олександр Греків, з 5 липня 1919 — генерал Мирон Тарнавський, з 7 листопада 1919 — генерал Осип Микитка.
Під час з'єднання з Червоною армією (Червона Українська Галицька армія) обов'язки начального вождя виконував полковник Альфред Шаманек, на початку березня 1920 — підполковник Вітошинський Амвросій.
Начальниками штабу (Начальної булави) Начальної команди УГА були: з 2 листопада 1918 — полковник Микола Маринович, з 5 листопада 1918 — отаман Семен (Сень) Горук, з 10 грудня 1918 — полковник Євген Мишковський, з 13 лютого 1919 — полковник Віктор Курманович, з 8 червня 1919 — полковник Карл Штіпшіц-Тернава, з 5 липня 1919 — полковник Альфред Шаманек, з 7 листопада 1919 — генерал Густав Ціріц, з 10 лютого 1920 — знову полковник Альфред Шаманек.

### Місця розташування Ставки НКГА
- Львів
- Ходорів[1]
- Бережани — Бережанський замок (замок Сенявських)[2]
- Бучач — вперше з 27 травня 1919,[3] вдруге — під час Чортківської офензиви, у приміщенні теперішньої ґімназії імени Володимира Гнатюка
- Чортків.[4]
- Деражня[5]
- Вінниця[6] (Готель «Савой»)
- Рибниця[7]
- Бар — влітку 1919 року[8]

## Вшанування
На Покрову, 14 листопада 2016 року, Глава УГКЦ Святослав (Шевчук) у Вінниці освятив таблицю на честь Начальної команди Галицької армії.